# Diana Johnstone
Diana Johnstone (* 23. Juni 1934 in Minnesota) ist eine US-amerikanische Journalistin und Autorin.

## Leben
Johnstone studierte russische Regionalwissenschaft (Russian Area Studies, BA) und Französistik an der University of Minnesota (B.A 1962, M.A. 1964), lehrte dort auch anschließend Französisch als Assistenzlehrerin und wurde 1970 bei Armand A. Renaud mit einer Arbeit über André Malraux (Malraux and the Ethical Novel) zum Ph.D. promoviert.
Sie war in der studentischen Anti-Vietnamkriegsbewegung, später in der europäischen Friedensbewegung aktiv.
Von 1979 bis 1990 war sie Mitherausgeberin des amerikanischen Wochenmagazins In These Times. Um 1990 siedelte sie nach Paris über, wo sie bis heute lebt.
Von 1989 bis 1996 war sie Pressesprecherin der Fraktion Die Grünen (GGEP) im Europäischen Parlament.
Sie schreibt regelmäßig für Dialogue (Paris, 1996–2000), für den Newsletter CounterPunch und veröffentlichte mehrere Aufsätze im Middle East Report der Nichtregierungsorganisation Middle East Research and Information Project (MERIP).

## Positionen und Kontroversen

### Vorwurf der Genozid-Leugnung
In ihrer Publikation „Fools' Crusade: Yugoslavia, NATO, and Western Delusions“ von 2002 behauptet Johnstone, es gebe „keinerlei Beweis“ dafür („no evidence whatsoever“), dass das Massaker von Srebrenica den Charakter eines Genozids gehabt habe, es handle sich um Kriegsverbrechen.
Die Veröffentlichung des Buches wurde von Verlegern in Schweden abgelehnt; Dies war der Anlass eines offenen Briefs zur Verteidigung des Buchs und des Rechtes der Autorin, der unter anderem von, Noam Chomsky, Arundhati Roy, Tariq Ali und John Pilger unterschrieben wurde. Der Brief enthielt die Feststellung „Wir betrachten Diana Johnstones Fools' Crusade als ein herausragendes Werk in einer großartigen Tradition, das von der Sicht des Mainstreams abweicht, sich dabei aber auf Tatsachen und Vernunft beruft“. Ed Vulliamy, der für The Guardian im Bosnienkrieg berichtete, nannte Johnstones Buch in seiner Antwort auf den offenen Brief „Gift“.
Zu ihrer Verteidigung wies Johnstone darauf hin, ihre Kritiker würden „(ihr) Buch darauf auf eine Reihe berüchtigter Gräueltaten reduzieren, wie sie den Balkankonflikt darauf reduzierten und alles stigmatisieren, was von ihrer eigenen dualistischen Interpretation abweicht“.
Richard Caplan beschrieb das  Werk in seiner Rezension in International Affairs als „eine revisionistische und hochkontroverse Darstellung westlicher Politik und der Auflösung Jugoslawiens. [… Es] enthält Einsichten, ist aber übereifrig […] lesenswert - aber für das kritisch unterscheidende Auge.“
Johnstone bestritt noch im Juli 2015 in einem Counterpunch-Interview, dass das Massaker von Srebrenica ein systematischer Genozid der Serben an Bosniaken war. Sie sah in dieser Klassifizierung einen Vorwand für das Eingreifen der NATO. Anlass des Interviews war das Veto Russlands gegen die Bezeichnung „Genozid“ in der Erklärung des UN-Sicherheitsrats zum 20. Jahrestags des Massakers und die Reaktion Samantha Powers. Im Interview führte Johnstone aus, es habe ein Kriegsverbrechen gegeben, ein Massaker an Gefangenen, aber nicht an Frauen und Kindern. Daraus soziologisch einen Genozid an einer patriarchalischen Gesellschaft zu konstruieren, wie der Internationale Strafgerichtshof für das ehemalige Jugoslawien es tue, sei weit hergeholt widerspreche dem allgemeinen Sinn des Wortes. Hinter dem Konflikt sah sie das Interesse der USA an der Schwächung Serbiens als möglichem russischem Bündnispartner durch Unterstützung radikalislamischer Kräfte in Bosnien.

### Front National
Im April 2012 bezeichnete sie Marine Le Pen vom rechtsextremistischen Front National zum einen als „demagogisch“, zum anderen als in finanzpolitischer Hinsicht im Wesentlichen links. Zudem sei Marine Le Pen in keiner Weise antisemitisch.

## Die Chaos-Königin 2016
Ihr 2016 erschienenes Buch Die Chaos-Königin wurde von Deutschlandradio Kultur als quellenloser, eindimensionaler und „wütender Verriss von Washingtons Außenpolitik“ und Anklage gegen den „militärisch-industriellen Komplex“ rezensiert. Sie mache sogar Slobodan Milošević, Muammar al-Gaddafi, Baschar al-Assad und Wladimir Putin zu den Guten, „nur deswegen weil den Amerikaner eine schlechte Rolle zugedacht ist“. Johnstone bediene alle europäischen Vorurteile gegenüber den USA, ob links oder rechts der politischen Mitte. In Deutschland würden so beispielsweise Anhänger der Partei Die Linke und von Pegida gleichermaßen angesprochen.
Fehlendes „Augenmaß“ kritisiert auch Der Freitag. Die Autorin verdrehe zwar keine Fakten, argumentiere aber „selektiv und ungenau“. So würden Fakten, die nicht in das Weltbild der Autorin passen, nicht beachtet.
Armin Pfahl-Traughber meint, die Autorin könne gut begründet auf bedenkliche Auffassungen und Handlungen von Hillary Clinton in der Vergangenheit verweisen, sie arbeite für eine differenzierte und seriöse Kritik aber zu sehr mit Übertreibungen und Zuspitzungen. In der Rückschau werde deutlich, dass Clinton an alten interventionistischen Doktrinen orientiert sei, das  Buch könne aber weder formal noch inhaltlich als guter Beleg für diese Einschätzung gelten. Behauptungen wie „die wohlhabende Israel-Lobby hat ... praktisch den gesamten Kongress [gekauft]“ deuten für Pfahl-Traughber mehr auf eine diffuse Konspirationsvorstellung denn auf eine nüchterne Problemanalyse hin.

## Veröffentlichungen
- The Politics of Euromissiles: Europe's Role in America's World (1984)
- Greens in the European Parliament. A New Sense of Purpose for Europe. Records and Prospects of the first Green Political Group in the European Parliament. in Grean Leaves, Bulletin of the Greens in the European Parliament, GGEP, Brüssel (1994).
- Fools' Crusade: Yugoslavia, NATO, and Western Delusions (2003)
- Queen of Chaos: The Misadventures of Hillary Clinton (2015)
  - dt.: Die Chaos-Königin: Hillary Clinton und die Außenpolitik der selbsternannten Weltmacht. Westend, Frankfurt am Main 2016, ISBN 978-3-86489-135-9
- Circle in the Darkness: Memoirs of a World Watcher. Clarity Press, 2020.